# Gevat
Gevat (hebreiska: גבת) är en ort i Israel.   Den ligger i distriktet Norra distriktet, i den norra delen av landet. Gevat ligger 111 meter över havet och antalet invånare är 670.
Terrängen runt Gevat är platt åt sydväst, men åt nordost är den kuperad. Runt Gevat är det ganska tätbefolkat, med 80 invånare per kvadratkilometer. Närmaste större samhälle är Migdal Ha‘Emeq, 2,6 km öster om Gevat. Trakten runt Gevat består till största delen av jordbruksmark.